# Jean Massieu
Jean Massieu (Semens, 2 settembre 1772 – Lilla, 21 giugno 1846) è stato un insegnante e dirigente scolastico francese.

## Biografia
Fu direttore dell'Institut national des jeunes sourds, una scuola specializzata per i giovani della Comunità Sorda in Francia, che lavorò a fianco con Abbè Sicard e Laurent Clerc nell'educazione dei bambini e ragazzi sordi.
Nato e cresciuto da una famiglia di sordi.

## Cultura di massa
A Jean Massieu viene fatto riferimento nel film Sign Gene, il film su supereroi sordi che hanno superpoteri attraverso l'uso della lingua dei segni, come il quarto bisnonno di Kate Massieu (interpretato da Carola Insolera). Il film, scritto e prodotto da Emilio Insolera sarà proiettato nei cinema nel settembre 2017.